# Zootomie
Zootomia, sinonim cu anatomia animală, termen utilizat în mod tradițional în limba română, este știința care studiază structura corpului animalelor.

## Etimologie
Cuvântul zootomie este format din rădăcinile grecești ζῷον - zoon = animal și τέμνω – temnō = tăiere.

## Vezi și
- Anatomie vegetală
- Anatomie umană